# 스비노이섬
스비노이섬(페로어: Svínoy, 덴마크어: Svinø 스비뇌[*])은 페로 제도의 섬 중 하나이다.